# Диверсант (телесеріал)
«Диверсант» — російський телесеріал 2004 року, за мотивами роману Анатолія Азольского.

## Сюжет

### 1 серія
Молодші сержанти розвідники Леонід Філатов (Олексій Бардуков) і Олексій Бобриков, прямуючи в свою військову частину для проходження служби, просять шофера полуторки (Віктор Косих) довезти їх до частини. Шофер погоджується. По дорозі вони підбирають сержанта-попутника (Кирило Плетньов) та в цей момент їх починають обстрілювати німці. Полуторка вибухає, в живих залишаються тільки Філатов і сержант-попутник, а водій полуторки і Бобриков гинуть. Попутник забирає гвинтівку водія і прицілюється в двох німців, що під'їжджають на мотоциклі відразу після вибуху. Льоня, зрозумівши, що сержант зволікає, вихоплює у нього рушницю і вбиває обох німців. Під'їжджає німецький бронетранспортер, і вижившим доводиться тікати. Вони ховаються в лісі і лише тут знайомляться. Попутник представляється Олексієм. Олексій просить Філатова віддати йому документи загиблого Бобрикова. Сам він — піхотинець, але каже, що йому дуже потрібно потрапити в Берлін на Leipziger Straße, 13, так як має з мешканцями цього будинку особливі рахунки. Льоня погоджується.
На наступний ранок вони добираються до покинутої залізничної станції і вбивають ще одного німця, що знаходиться на варті. Льоня сподівається, що їм за це покладаються нагороди, проте Олексій велить йому засипати всі «трофеї», попередивши: «Якщо де-небудь брякнешь, що з німецької сторони прийшли, плакати будемо обидва. Гірко і довго».
Нарешті вони добираються до своєї частини. Їх приймає майор Лукашин (Андрій Краско), а підполковник Костенецький (Михайло Єфремов) перевіряє їх на знання німецької мови. Сержанти вступають на навчання на старшому лейтенанту Калтыгину (Владислав Галкін).

### 2 серія
Калтигін повертається в частину з новим званням капітана і доповідає молодшим сержантам, що їх переводять у розпорядження Чеха (Олександр Ликов).

### 3 серія
За відмінне виконання операції Бобриков і Філатов отримують позачергові звання молодших лейтенантів. Група Калтигіна отримує завдання знищити архів обкому партії, що знаходиться у залізничному вагоні, забутому при евакуації на великому перевалочному сайті, тепер контрольованому німцями — станції Білокам'яна.

### 4 серія
Калтигіна, Бобрикова та Філатова готують на спецзавдання і засилають у Польщу.

## В ролях
- Олексій Бардуков — младший сержант / младший лейтенант / старший лейтенант / капітан Леонид Михайлович Филатов
- Владислав Галкин — старший лейтенант / капітан / майор Григорий Иванович Калтыгин
- Кирилл Плетнёв — младший сержант / младший лейтенант / старший лейтенант / капітан Олексій Петрович Бобриков
- Ксения Кузнецова — радистка Татьяна Скрябина, младший сержант
- Андрій Краско — майор Василь Сергеевич Лукашин
- Михайло Ефремов — підполковник Костенецкий
- Олександр Лыков — Чех
- Володимир Меньшов — генерал Калязин
- Віллі Хаапасало — Вильгельм
- Рената Литвинова — начальник школи радисток
- Марина Яковлева — Клава
- Юрій Цурило — начальник санітарного поїзда
- Наталья Иванова-Фенкина — медсестра
- Віктор Косих — водій полуторки
- Олексій Солончев — младший сержант Олексій Петрович Бобриков (у початку фільму до першого боя)
- Валерій Баринов — генерал
- Андрій Зибров — лейтенант-дознаватель
- Андрій Смоляков — майор-дознаватель
- Игорь Ливанов — полковник Богатырёв
- Игорь Лифанов — капітан Свешников
- Валерій Иваков — капітан-связист
- Олександр Стефанцов — лейтенант
- Сергій Макаров — старшині
- Андрій Толубеев — член Военсовета
- Екатерина Редникова — Люба, господиня-молодуха
- Володимир Богданов — полковник
- Сергій Пинегин — генерал-майор Кирюхин
- Віктор Вержбицкий — майор Векшин, следователь воєнної прокуратури
- Микола Чиндяйкин — генерал-лейтенант Воронков
- Станислав Микульский — Янек, водій-поляк
- Юрій Макеев — солдатів-конвоир
- В'ячеслав Титов — льотчик
- Нодар Мгалоблишвили (озвучивание: Армен Джигарханян) — московський генерал
- Володимир Качан — полковник

## Знімальна група
- Режисер — Андрій Малюков

## Номінації та нагороди
- Номінований на премію ТЕФІ за 2005 рік в розділі «Кращі телевізійні фільми і міні-серіали».
- Номінований на премію «Золотий орел» за 2005 рік у розділах[1]:
  - «Кращий міні-серіал»
  - «Краща чоловіча роль на телебаченні» (Владислав Галкін)

## Продовження серіалу
У 2007 році вийшло продовження телесеріалу під назвою «Диверсант. Кінець війни».

## Зйомки
- В одному з епізодів фільму герой Ст. Галкіна при здійсненні марш-кидка співає пісню, що є алюзією на дії героя його батька у фільмі «В зоні особливої уваги», знятого тим же режисером. Епізод, коли німці оточують розвідгрупу в болоті і через гучномовці пропонують здатися — майже точна цитата з того ж фільму.
- У фільмі знімався останній в Росії на той момент літаючий літак Лі-2 (бортовий номер 01300 ФЛА РФ), незабаром після зйомок він розбився.[2]